# Bento Ribeiro (ator)
Bento Manuel Batella Ribeiro (Lisboa, 13 de junho de 1981), é um ator, humorista e apresentador brasileiro, nascido em Portugal. É conhecido especialmente por seu trabalho na MTV Brasil.

## Biografia
Nascido em Portugal, filho do escritor brasileiro João Ubaldo Ribeiro (1941–2014) e da psicanalista brasileira Berenice Batella, mudou-se para o Brasil com um ano de idade e morou oito anos na ilha de Itaparica, na Bahia. Em 1990, sua família foi convidada pelo DAAD (Intercâmbio Acadêmico Brasil - Alemanha) para morar em Berlim por 15 meses. Terminada essa experiência europeia, estabeleceu-se na cidade do Rio de Janeiro e formou-se ator pela Casa de Arte das Laranjeiras. Em 1997 ilustrou o livro Sonhos da Insônia, de Geraldo Carneiro, coletânea que traz a tradução de alguns sonetos de William Shakespeare.

## Carreira
O ator escreveu, dirigiu e antes de trabalhar na MTV atuou na peça Zapeando e também fez participações especiais nas novelas Páginas da Vida, Da Cor do Pecado, Sete Pecados, Caramuru - A Invenção do Brasil e no programa Faça sua História. Em 2009, Bento teve o seu primeiro contato com a MTV. Na época, a emissora estava fazendo uma série de testes para achar um novo VJ. Bento fez um teste no Rio de Janeiro e foi selecionado. Apresentou o programa Furo MTV (com outros VJ's), o que antes fora ao lado de Dani Calabresa e fazia parte do elenco do programa Comédia MTV com Marcelo Adnet, Dani Calabresa, Tatá Werneck e Paulinho Serra. Ficou conhecido na novela A Favorita, em que interpretava Juca, par romântico da personagem de Claudia Ohana. Ele também fez participação no filme Tropa de Elite, no papel de um dos estudantes da Universidade.
Para além das câmeras, Bento também teve grande influência na construção do linguajar coloquial da época ao cunhar a expressão "alucicrazy", um neologismo advindo da junção das palavras "alucinante" e "crazy", utilizada amplamente pelo Brasil para designar algo surpreendente ou incrível, beirando o surreal.
Em 2013 com a chegada do fim da MTV com o Grupo Abril criou o canal no YouTube Amada Foca com Marcelo Botta (diretor do Furo MTV) Paulinho Serra, Bruno Sutter e Daniel Furlan, onde também íntegra no elenco. Em novembro de 2014 Bento estreou no canal Multishow com a série Fred & Lucy, onde fazia o protagonista Fred ao lado de Natália Klein (Lucy). Em Março de 2015 entrou para o time de jurados do programa Prêmio Multishow de Humor ao lado de Natália Klein, Sérgio Mallandro, Dani Valente e Fernando Caruso. Em agosto ,  entrou na segunda temporada de Trair E Coçar É Só Começar como Neco,  um famoso funkeiro apaixonado por Inês (Márcia Cabrita). Também esteve na terceira temporada de Vai Que Cola como Roninho Bill.

## Filmografia

### Televisão
| Ano     | Título                     | Personagem / Cargo         | Nota                          |
| ------- | -------------------------- | -------------------------- | ----------------------------- |
| 2004    | Da Cor do Pecado           | Lutador                    | Episódio: "18 de maio"        |
| 2004    | Malhação                   | Marcelinho                 | Episódio: "19 de janeiro"     |
| 2007    | Páginas da Vida            | Advogado                   | Episódio: "2 de março"        |
| 2007    | Sete Pecados               | Segurança da Naraka        | Episódio: "18 de junho"       |
| 2007    | Caminhos do Coração        | Homem-Sombra               | Episódios: "1–20 de dezembro" |
| 2008    | Faça Sua História          | Caramuru                   | Episódio: "Caramuru"          |
| 2008    | A Favorita                 | João Carlos Pedroso (Juca) |                               |
| 2009–13 | Furo MTV                   | Apresentador               |                               |
| 2010–12 | Comédia MTV                | Vários personagens         |                               |
| 2012    | Comédia MTV Ao Vivo        | Vários personagens         |                               |
| 2014    | Fred & Lucy                | Frederico Zanelli (Fred)   |                               |
| 2014–15 | Trair E Coçar É Só Começar | Neco                       |                               |
| 2015    | Prêmio Multishow de Humor  | Jurado                     | Temporada 7                   |
| 2015    | Vai que Cola               | Roninho Bill               | Temporada 3                   |
| 2016    | A Secretária do Presidente | Daniel Marques             |                               |

### Internet
| Ano           | Título                              | Personagem         |
| ------------- | ----------------------------------- | ------------------ |
| 2013          | Os Megafodas                        | Rapper             |
| 2013–16       | Amada Foca                          | Vários personagens |
| 2021–presente | Benyur                              | Apresentador       |
| 2023          | O Natal Mágico do Pequeno Esmir Nóf | Tio Chaleira       |

### Cinema
| Ano  | Título                          | Personagem   | Nota           |
| ---- | ------------------------------- | ------------ | -------------- |
| 1996 | Um Céu de Estrelas              | Felipe       | Curta-metragem |
| 2001 | Caramuru - A Invenção do Brasil | Ayrú         |                |
| 2007 | Tropa de Elite                  | Estudante    |                |
| 2014 | Copa de Elite                   | Chico Xavier |                |

## Dublagem

### Internet
| Ano  | Título                              | Personagem   |
| ---- | ----------------------------------- | ------------ |
| 2023 | Pequeno Esmir Nóf - Episódio Piloto | Zé Droguinha |

## Teatro
| Ano     | Título   | Personagem         |
| ------- | -------- | ------------------ |
| 2007–08 | Zapeando | Vários personagens |